# Pallenopsis kempfi
Pallenopsis kempfi is een zeespin uit de familie Pallenopsidae. De soort behoort tot het geslacht Pallenopsis. Pallenopsis kempfi werd in 1975 voor het eerst wetenschappelijk beschreven door Stock. 